# نور الکتریکی

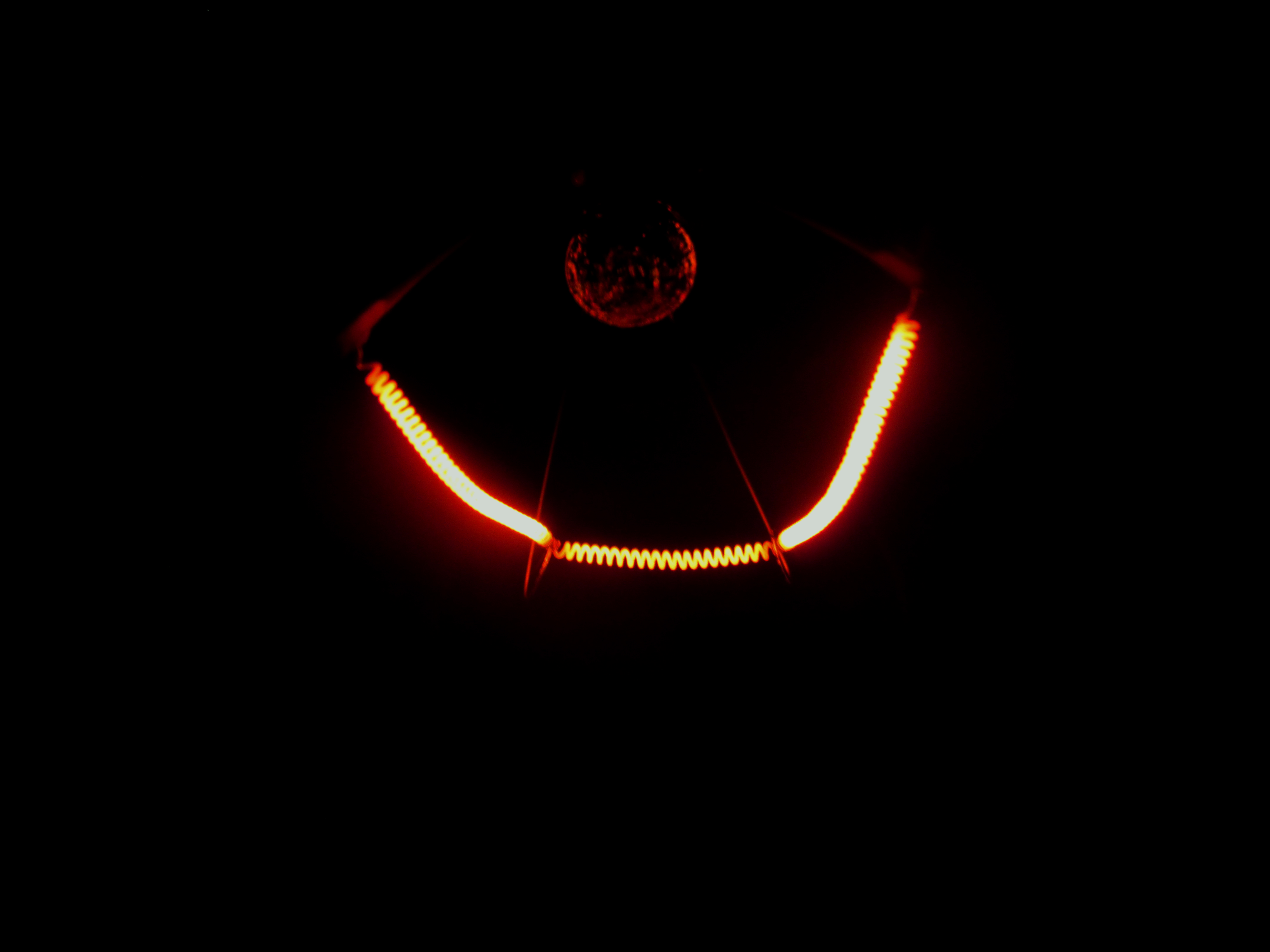
لامپ (با ولتاژ کم)

نور الکتریکی (انگلیسی: Electric light) یا روشنایی الکتریکی، دستگاهی است که نور مرئی را از جریان الکتریکی تولید می‌کند. این روش شایعترین شکل نورپردازی مصنوعی است، که برای جامعه مدرن، در قالب فراهم آوردن نورپردازی داخلی برای ساختمانها و نورپردازی بیرونی برای فعالیتهای شبانه، ضروری می‌باشد. از نگاه فنی، نور الکتریکی از طریق یک قطعه قابل تعویض، نور را از طریق جریان برق تولید می‌کند.